# Palmitia massilialis
Palmitia massilialis är en fjärilsart som beskrevs av Philogène Auguste Joseph Duponchel 1832. Palmitia massilialis ingår i släktet Palmitia och familjen mott. Inga underarter finns listade i Catalogue of Life.